# Lucas Iván Caballero
Lucas Caballero (Candelaria, Misiones, Argentina, 6 de marzo de 1996) es un futbolista argentino. Juega de mediocampista. Actualmente se desempeña en Independiente de Chivilcoy.

## Clubes
| Club                       | País      | Año             |
| -------------------------- | --------- | --------------- |
| Crucero del Norte          | Argentina | 2014            |
| Independiente de Fontana   | Argentina | 2015            |
| Crucero del Norte          | Argentina | 2015 - 2021     |
| Club Deportivo Rincón      | Argentina | 2021 - 2022     |
| Crucero del Norte          | Argentina | 2022 - 2023     |
| Independiente de Chivilcoy | Argentina | 2023 - Presente |